# Miłość (potok)
Miłość – potok, lewy dopływ Raby, wypływający z północnych zboczy Mravenči vrchu w Górach Kruczych. Płynie ku północy przez Dolinę Miłości, po czym w Kruczej Dolinie wpada do Raby. Długość potoku wynosi ok. 1,3 km.